# Надеино (Бурятия)
Наде́ино — село в Тарбагатайском районе Бурятии. Входит в сельское поселение «Куйтунское».

## География
Расположено на правом берегу реки Куйтунки, в пади Сундура, в 23 км к северо-востоку от районного центра, села Тарбагатай, и в 38 км к югу от Улан-Удэ на региональной автодороге 03К-006 Улан-Удэ — Николаевский — Тарбагатай — Окино-Ключи.

## История
С середины XVIII века здесь располагалась заимка Сундуринская казачьего пятидесятника Ивана Ивановича Надеина. В 1764 году Надеин поселил на Сундуринской несколько семей старообрядцев-семейских, которые назвали своё поселение Надеино. В 1813 году образовано Надеинское сельское управление, входившее в Мухоршибирскую волость, с 1858 года — в Тарбагатайскую. С 1887 года сельское управление входило в Куйтунскую волость Верхнеудинского округа. В 1901 году в селе было 245 дворов старообрядцев и 46 дворов православных. В 1916 году Надеинское сельское управление было ликвидировано.
В первые годы коллективизации были образованы три колхоза: «Искра», «Октябрь» и «Пламя». В 1937 году хозяйства слились в один колхоз «Искра». В эти годы в селе построена школа. В годы Великой Отечественной войны более 150 мужчин села ушли на фронт.
В 1955 году село было электрифицировано. В 1970-е годы сёла Надеино и Куйтун объединены в один колхоз.

## Население
| 2002 | 2010 |
| ---- | ---- |
| 451  | ↘361 |

## Инфраструктура
Начальная основная школа, фельдшерско-акушерский пункт.

## Наука
В 8 км к северо-востоку от села в пади Закалтус расположена обсерватория «Надеино» Геологического института РАН. Создана в 1994 году как опорная станция геомагнитного мониторинга.

## Достопримечательности
В одном километре от села находится гора Павлова (Надеинские камни), являющийся объектом археологического наследия .

## Галерея

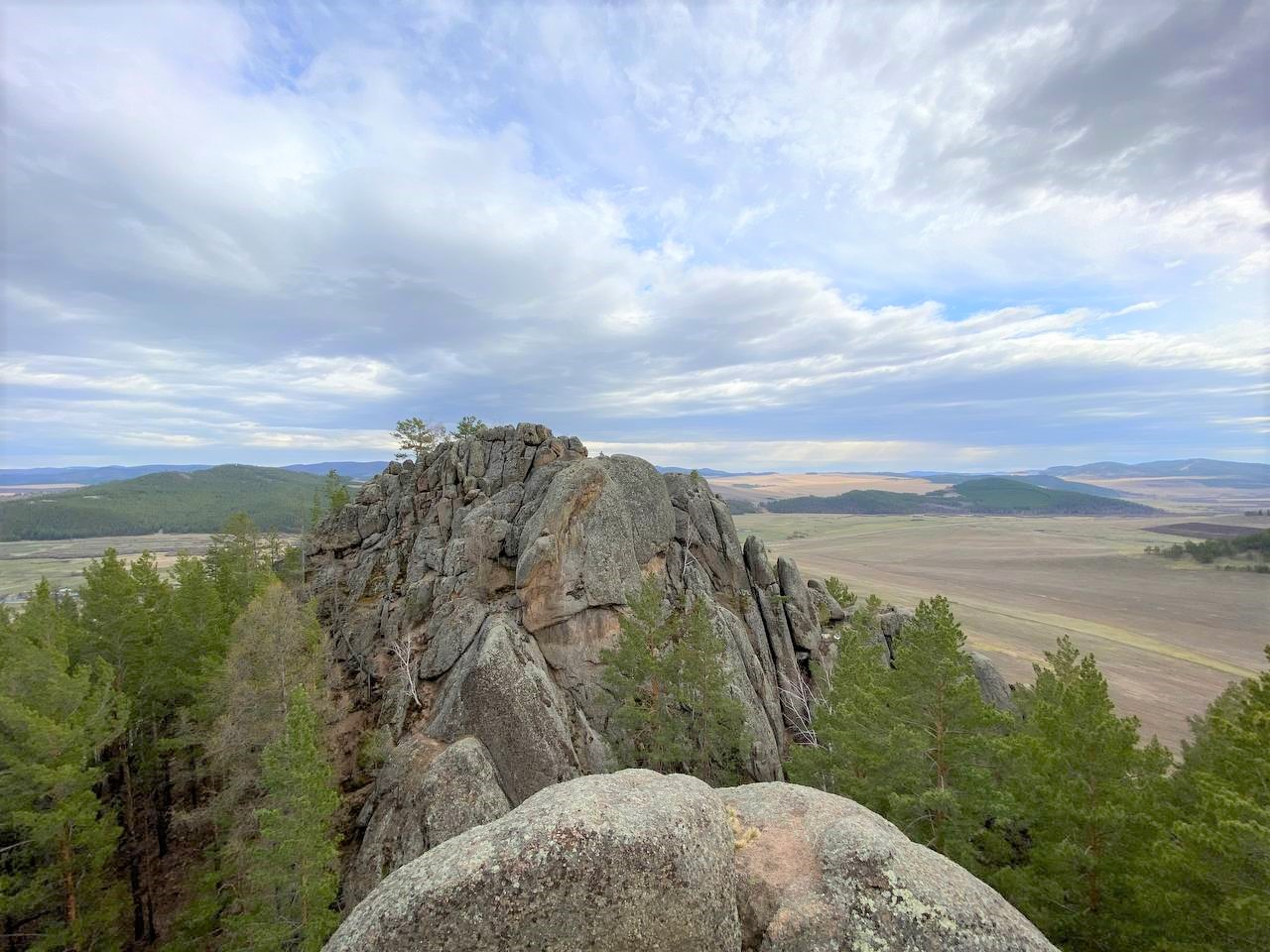
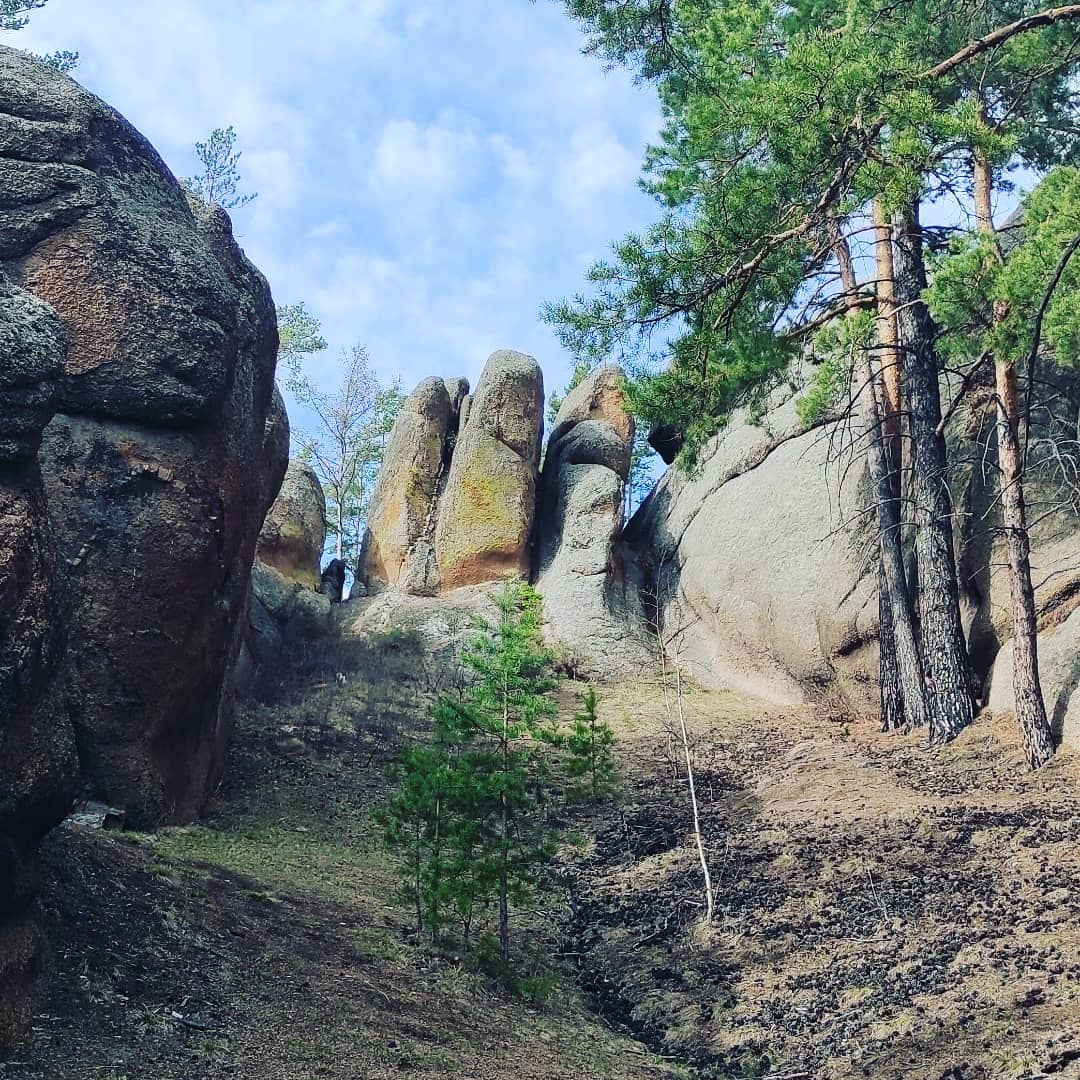
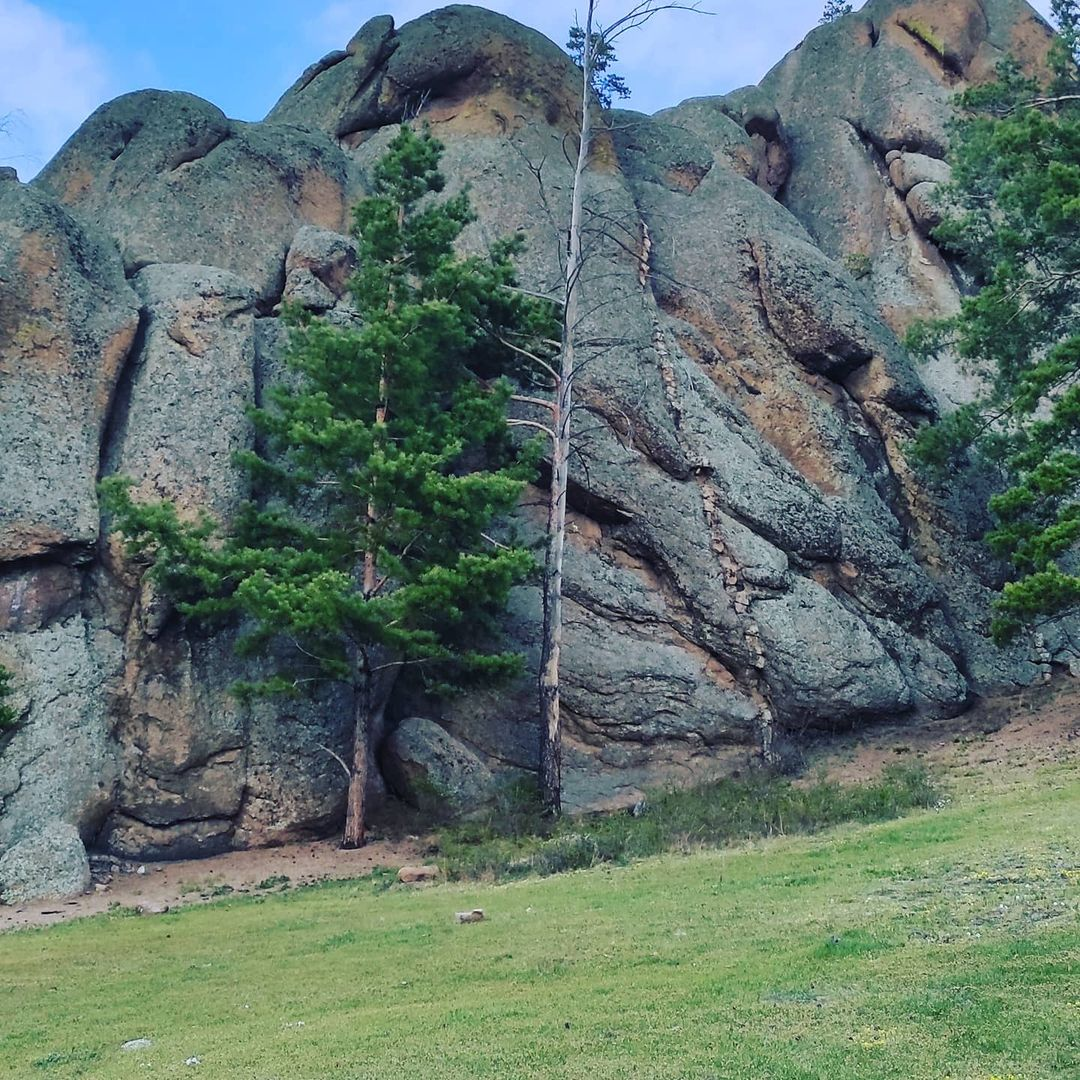
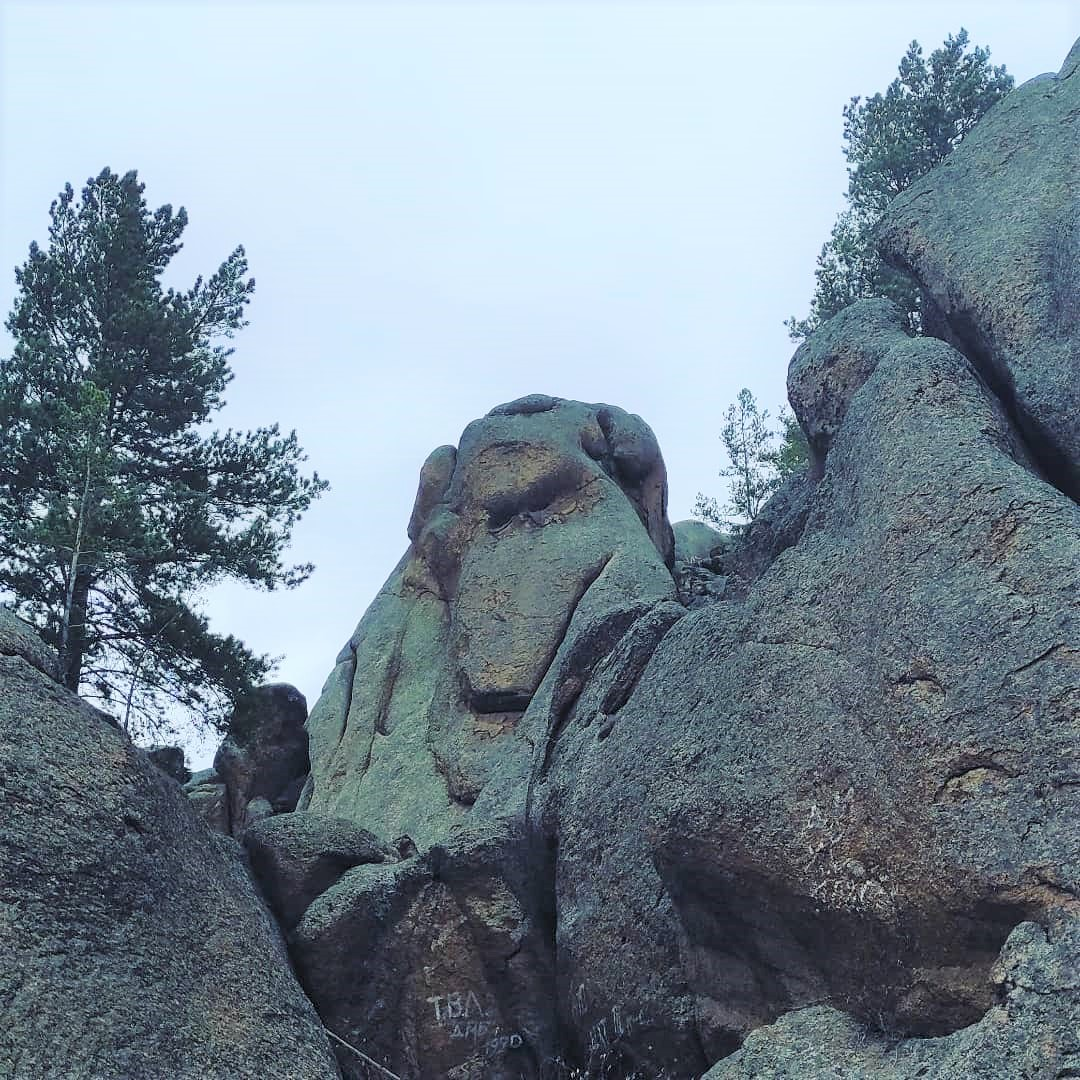
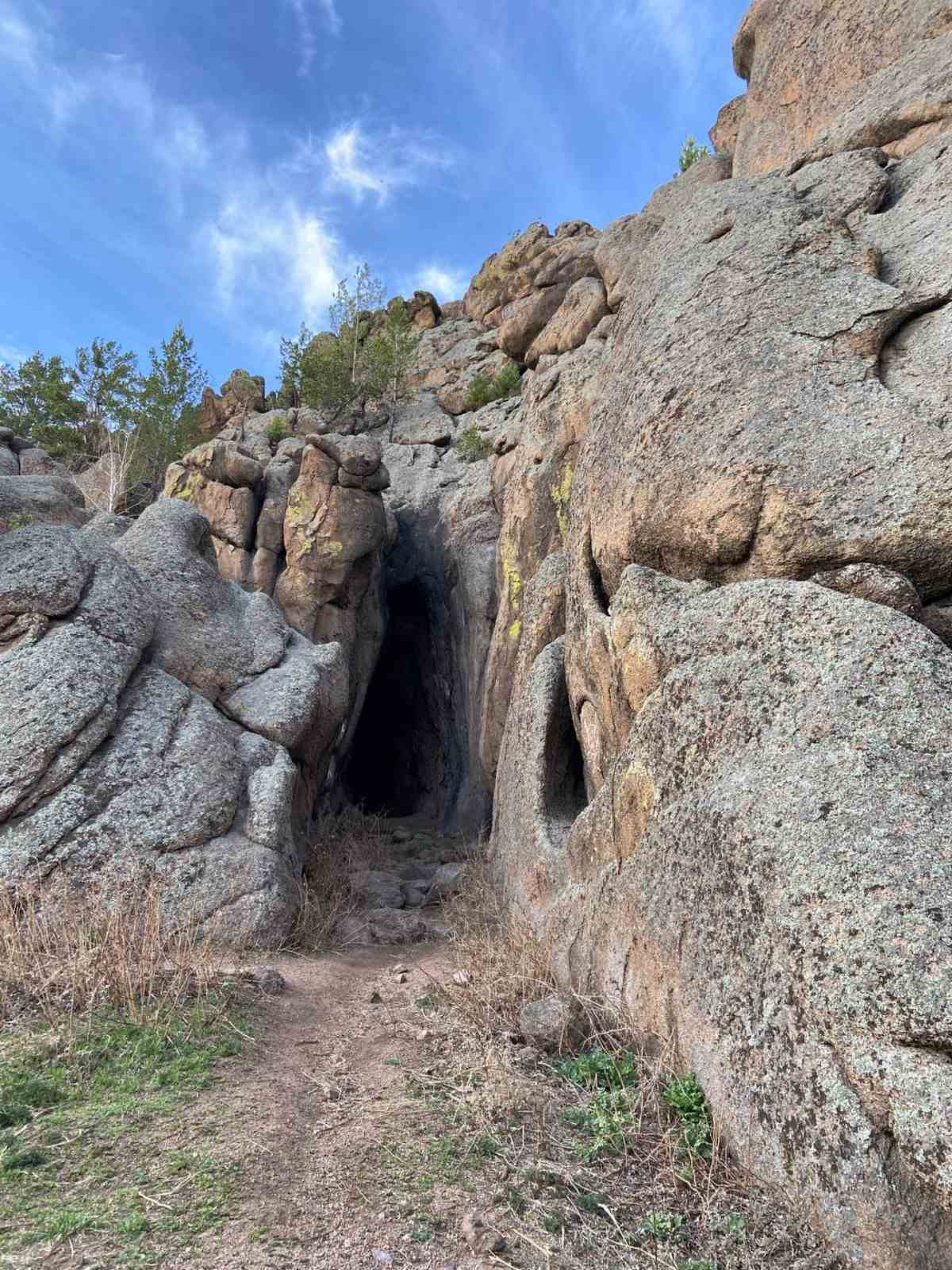
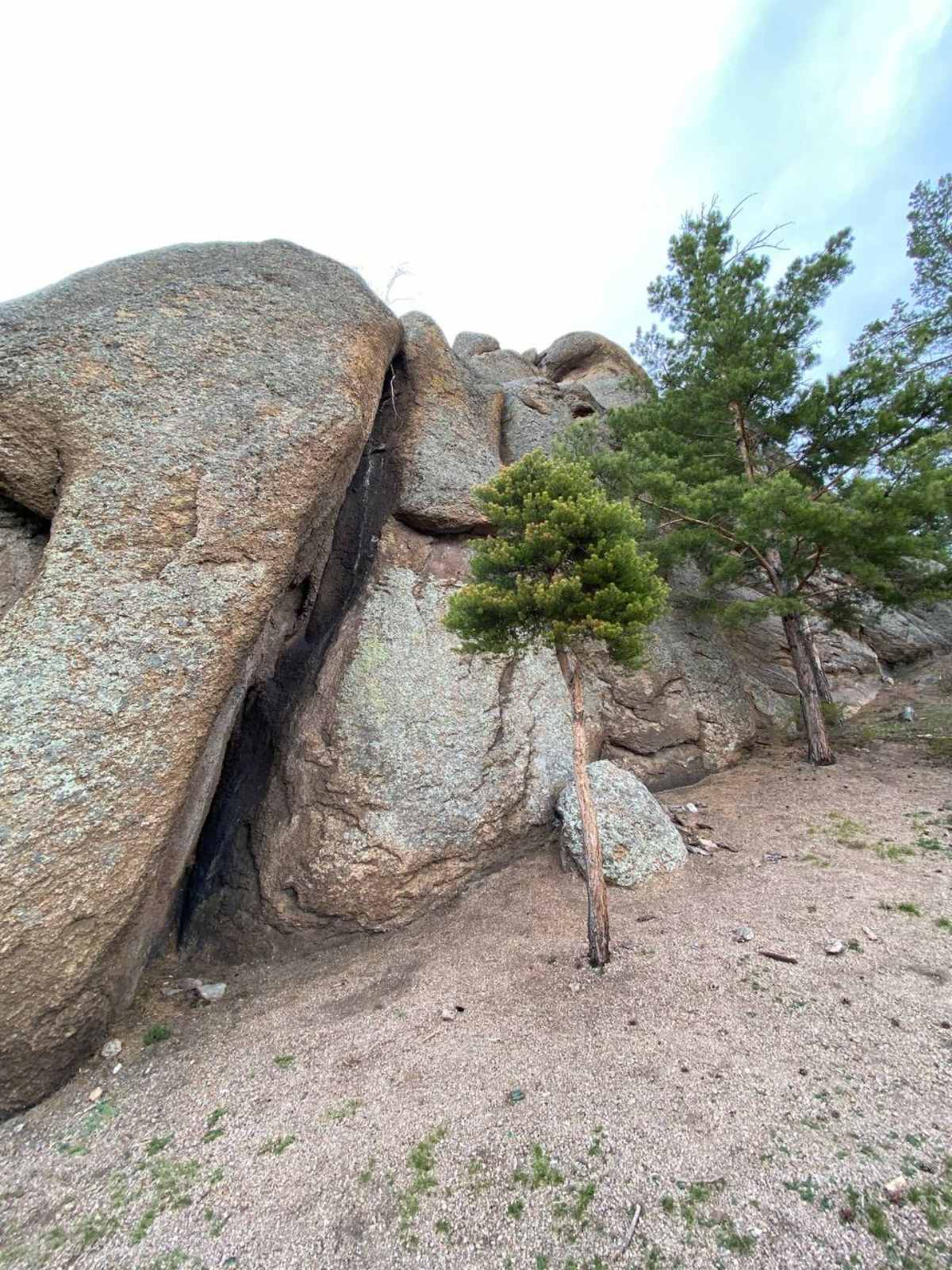
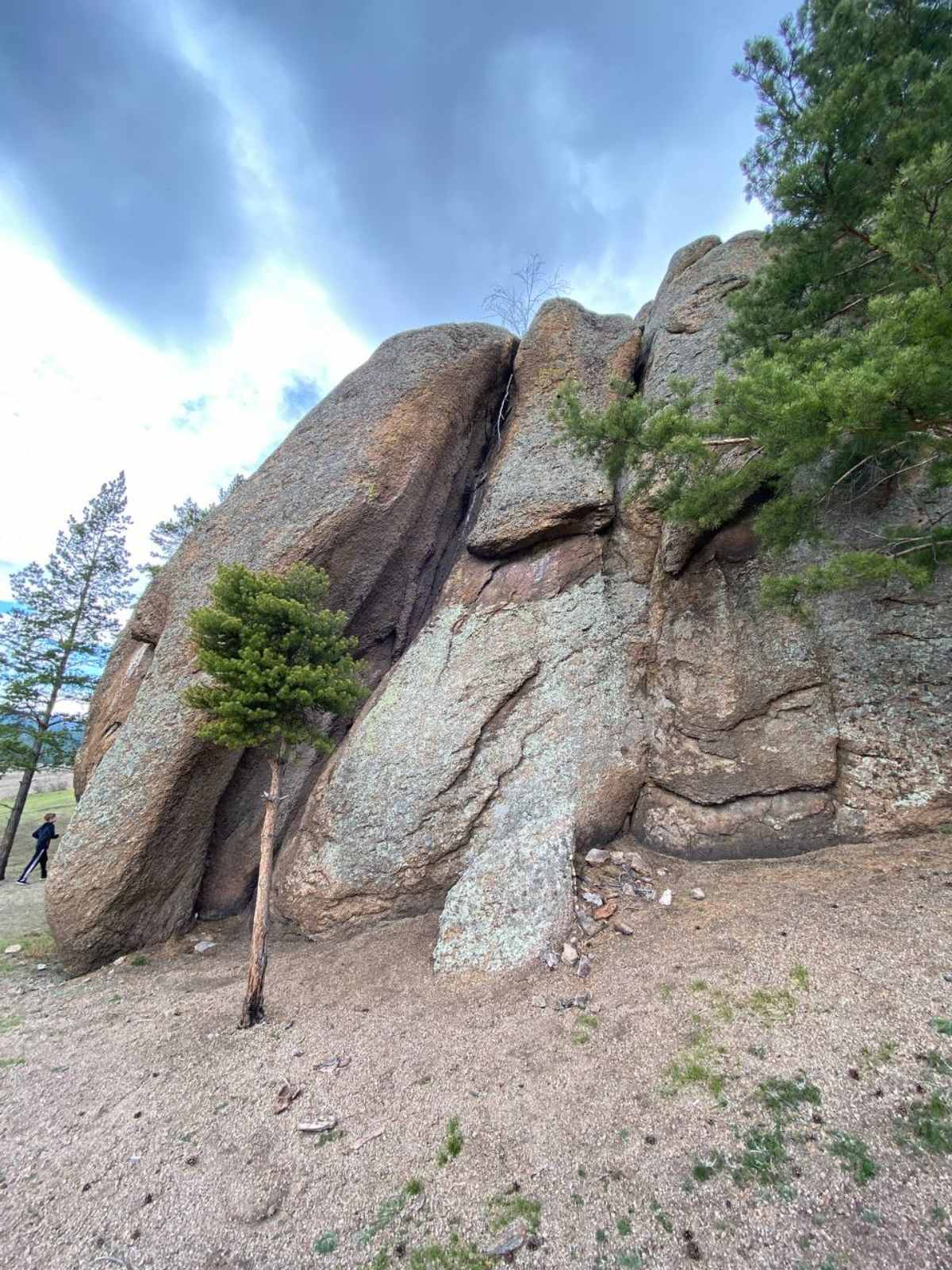
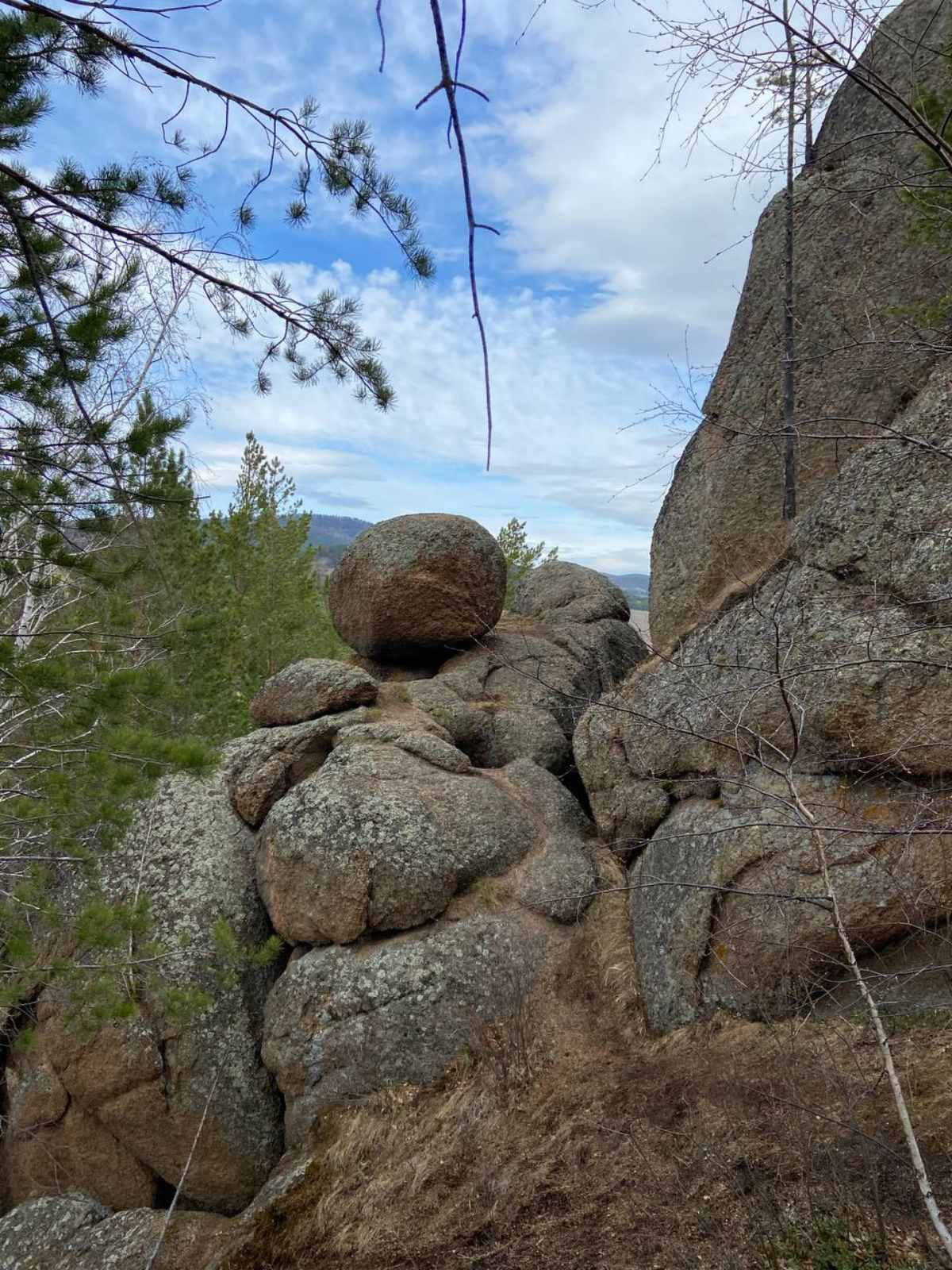
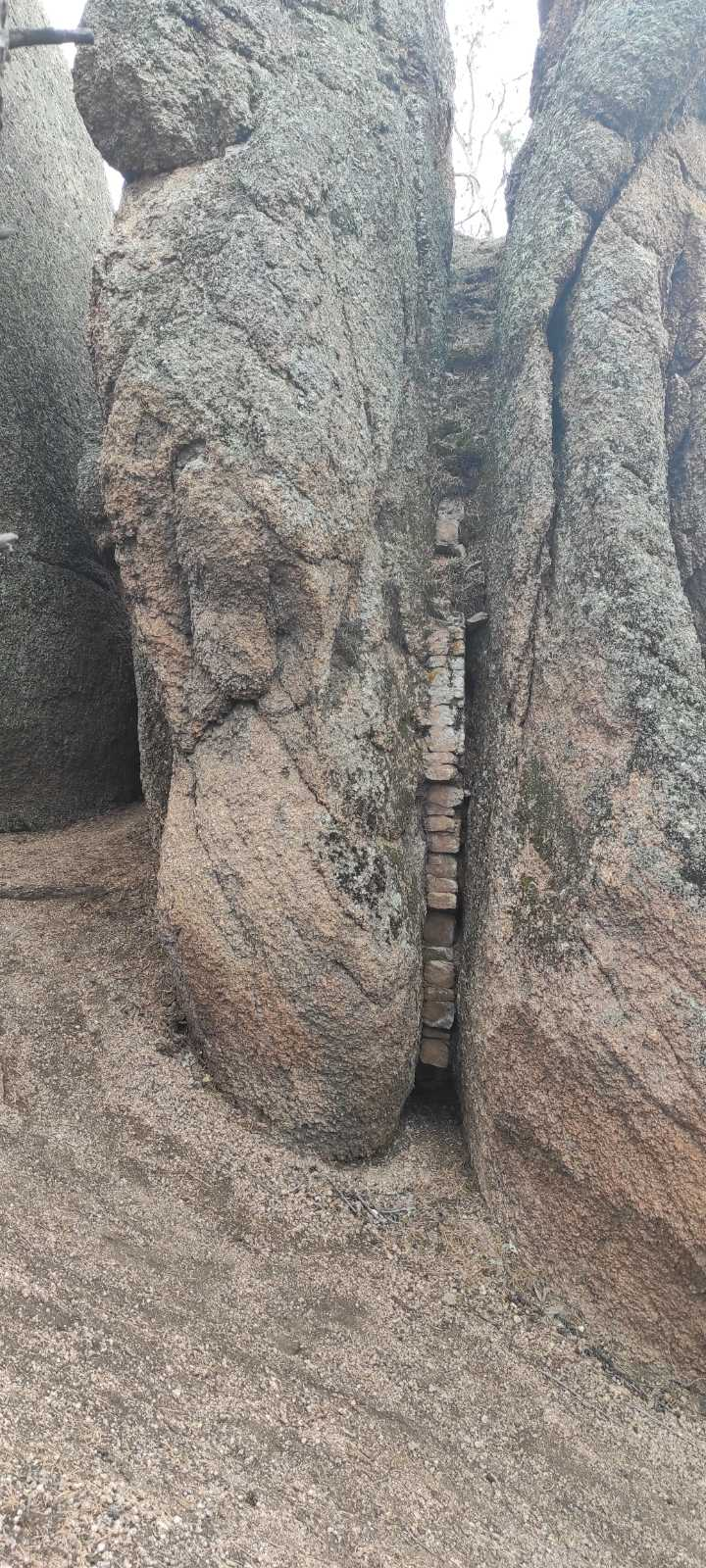

Гора Павлова (Надеинские камни)